# Wangadra
Wangadra o Vangadhra fou un petit estat tributari protegit de l'agència de Kathiawar, [prant de Gohelwar], presidència de Bombai. Esava format per un sol poble amb un únic tributari propietari. Els ingressos estimats eren de 200 lliures i el tribut es pagava al nawab de Junagarh (2 lliurea) i al Gaikwar de Baroda (7 lliures).